# Cantonul Soissons-Sud
Cantonul Soissons-Sud este un canton din arondismentul Soissons, departamentul Aisne, regiunea Picardia, Franța.

## Comune
- Belleu
- Berzy-le-Sec
- Billy-sur-Aisne
- Courmelles
- Mercin-et-Vaux
- Missy-aux-Bois
- Noyant-et-Aconin
- Ploisy
- Septmonts
- Soissons (parțial, reședință)
- Vauxbuin